# Přípitek

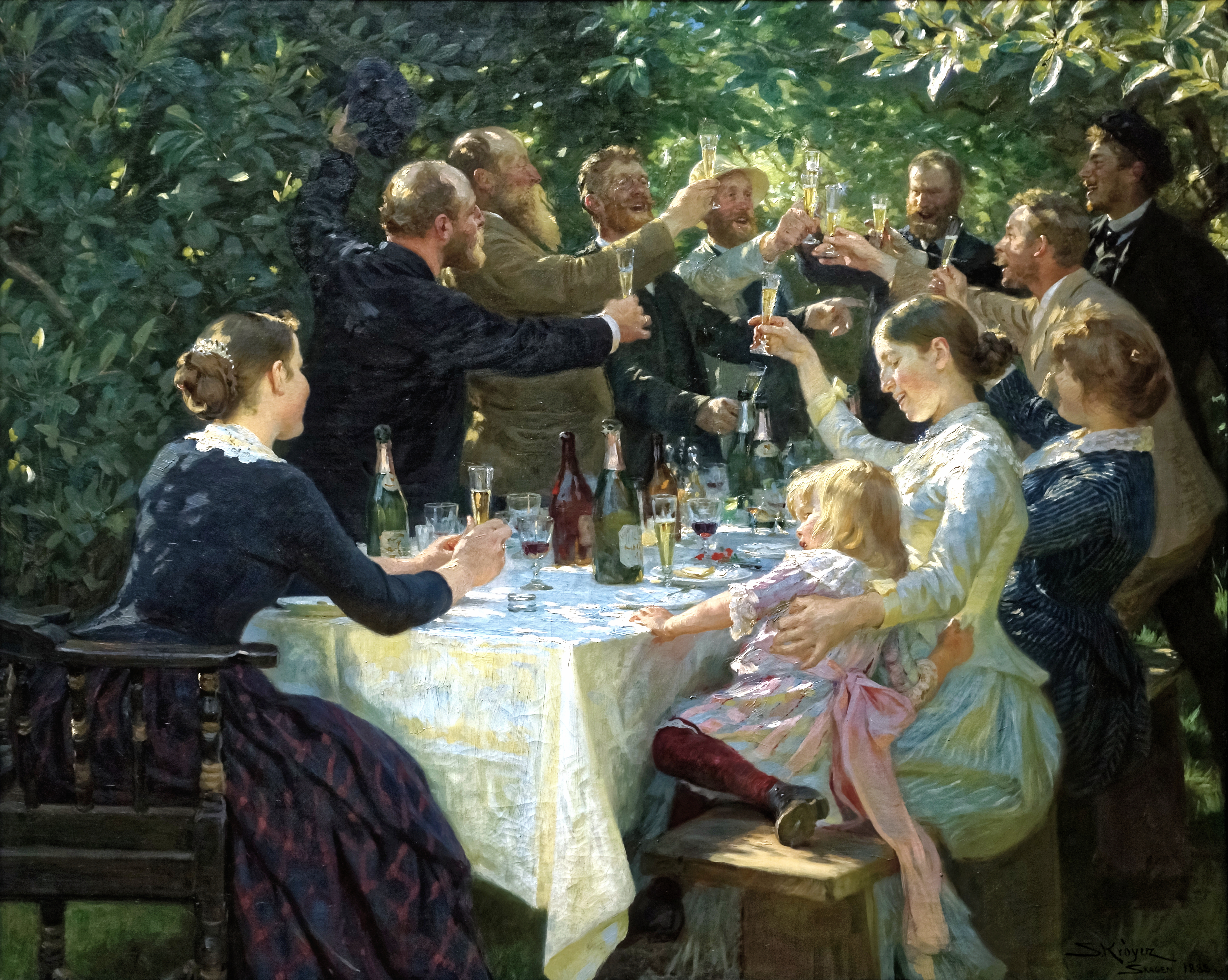
Přípitek na hostině; dílo (olej na plátně) malíře Pedera Severina Krøyera

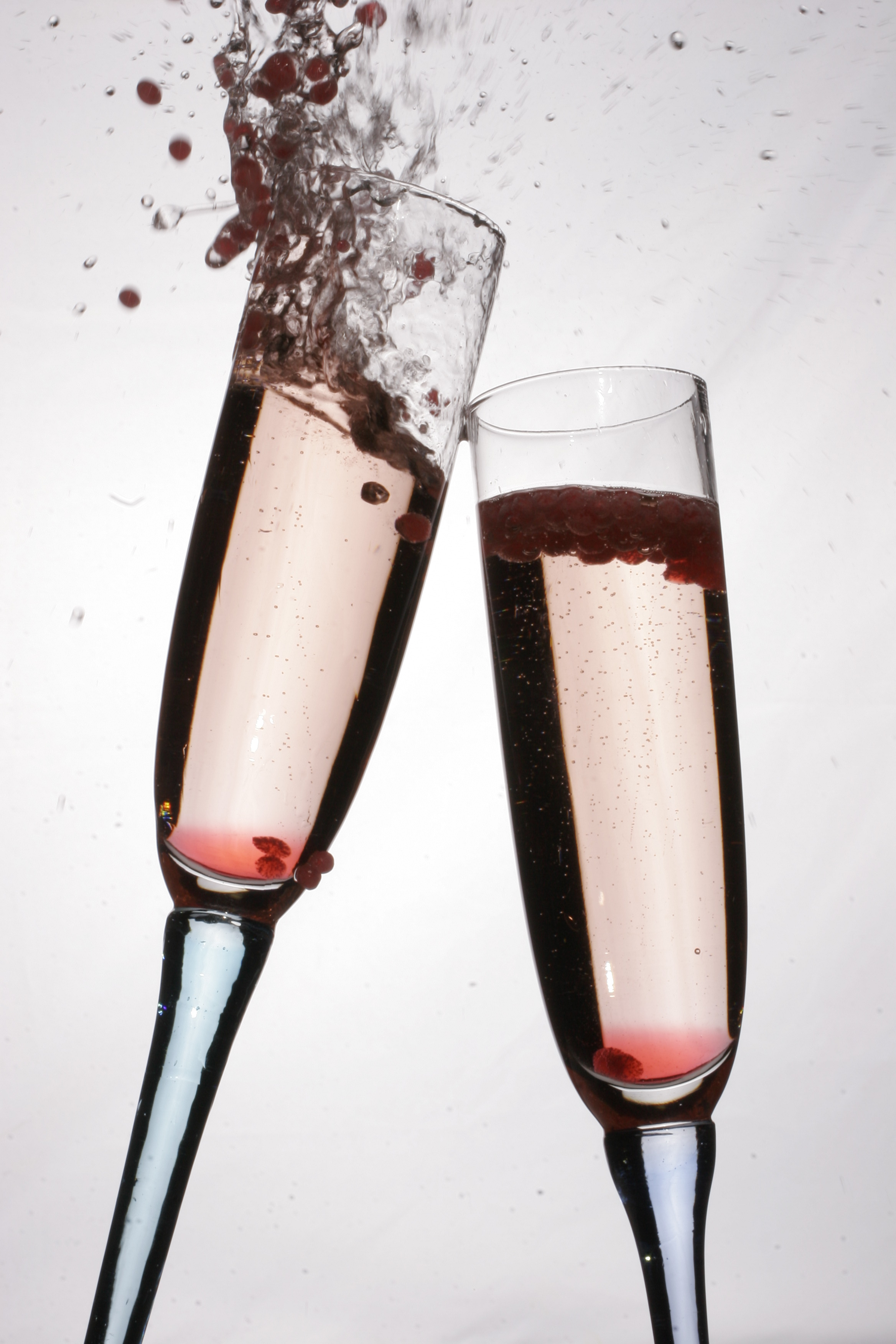
Alegorie přípitku

Přípitek je moment při oslavě, kdy hosté povstanou a přiťuknou si sklenicemi, přičemž mohou vyslovit přání. Poté se obvykle nápoj ve skleničkách pije. Termín je v češtině odvozen ze slovesa připít.

## Historie
Existují domněnky, že přípitky se pronášely už ve 4. století př. n. l., ale dělo se tak ze zcela jiných důvodů než v současnosti. Ve starém Římě, kde se běžně zabíjelo pomocí jedu, se s hosty jako symbol důvěry přiťukávalo poháry tak silně, že se nápoj z jednoho poháru částečně přelil do dalšího. Bylo tak jasné, že nemůže jít o pokus o otravu, protože ti dva pili to samé. Další teorie uvádí, že ve starém Římě se říkalo, že víno se vychutnává všemi smysly kromě sluchu. S přiťuknutím se tak pro radost z pití využil i tento smysl.
Práce Mezinárodní příručka o alkoholu a kultuře, publikovaná v roce 1995, o přípitku uvádí:
…je společenský zvyk, který se pravděpodobně odvozuje od starých úliteb, při kterých se obětuje nějaká tekutina zasvěcená bohům, jako například krev či víno. Mělo se tak vyplnit přání vyvoláním prosby, která je shrnuta slovy „kež by tak bylo po mnoho let!“ nebo „na vaše zdraví!“.

Encyclopædia Britannica ve vydání z roku 1910, svazek 13, strana 121, říká:
„Zvyk pít „na zdraví“ živých je pravděpodobně odvozen od starodávného náboženského obřadu připíjení bohům a mrtvým. Při jídle Řekové a Římané prováděli úlitbu [lili víno nebo likéry] na počest svých bohů, a při hostinách na ně a na zemřelé.“ (…) S těmito takřka obětními zvyky pití úzce souvisí to, že vždy musí jít o přípitek na zdraví živých.

Smyslem přípitku je nabídnout jednu věc, ať jde o výrobek nebo to, co prodáváte, výměnou za přání.

## Obecný popis

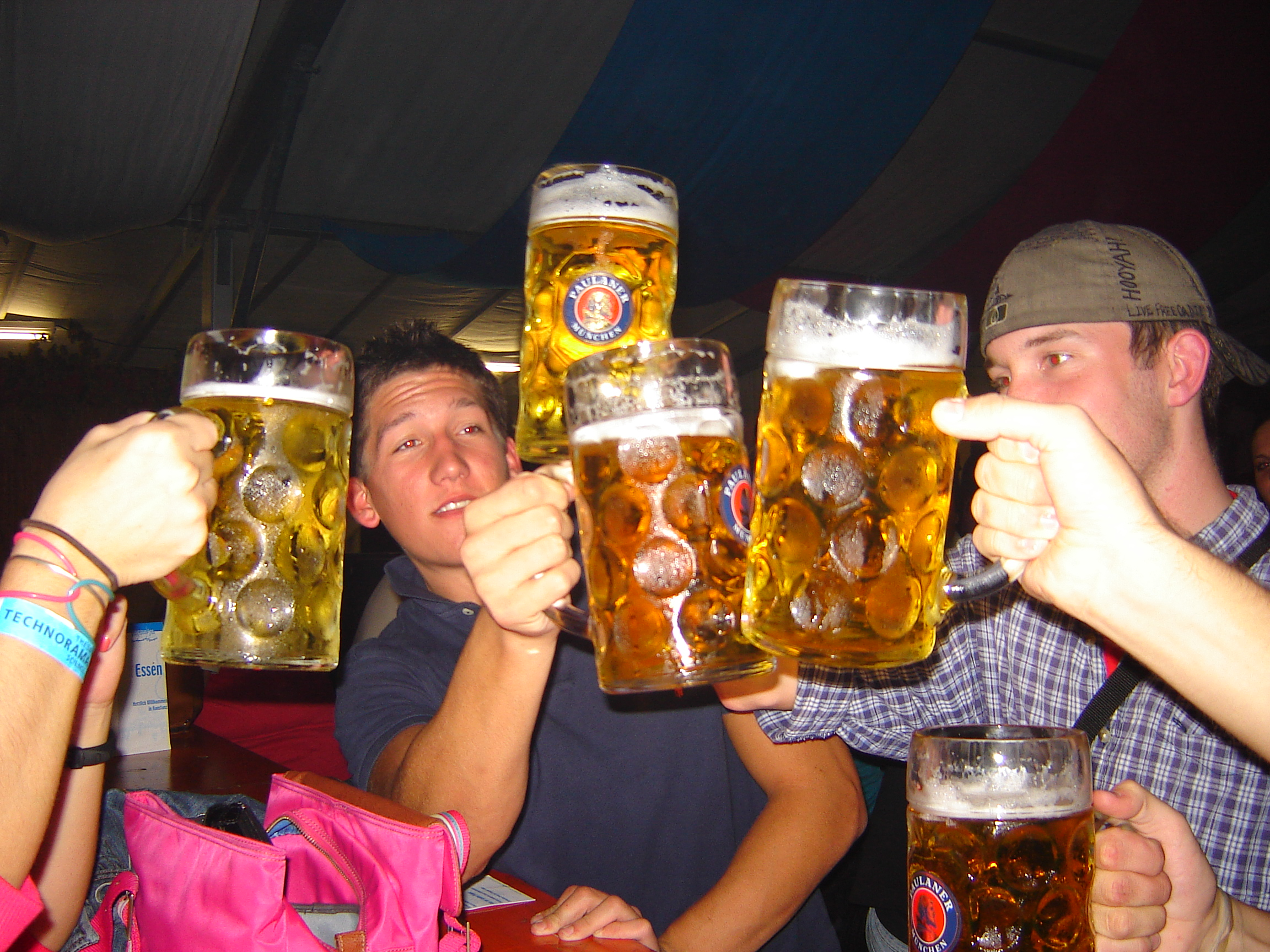
Přípitek během Oktoberfestu (v němčině znamená oslava října)

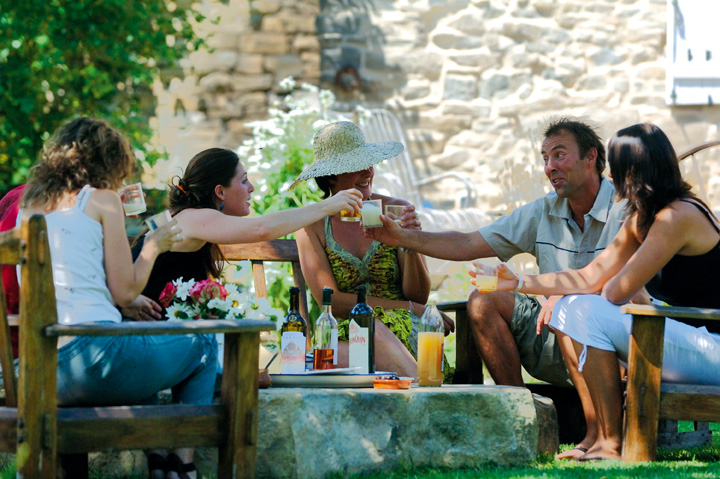
Přípitek v regionu Provence-Alpes-Côte d ' azur ve Francii

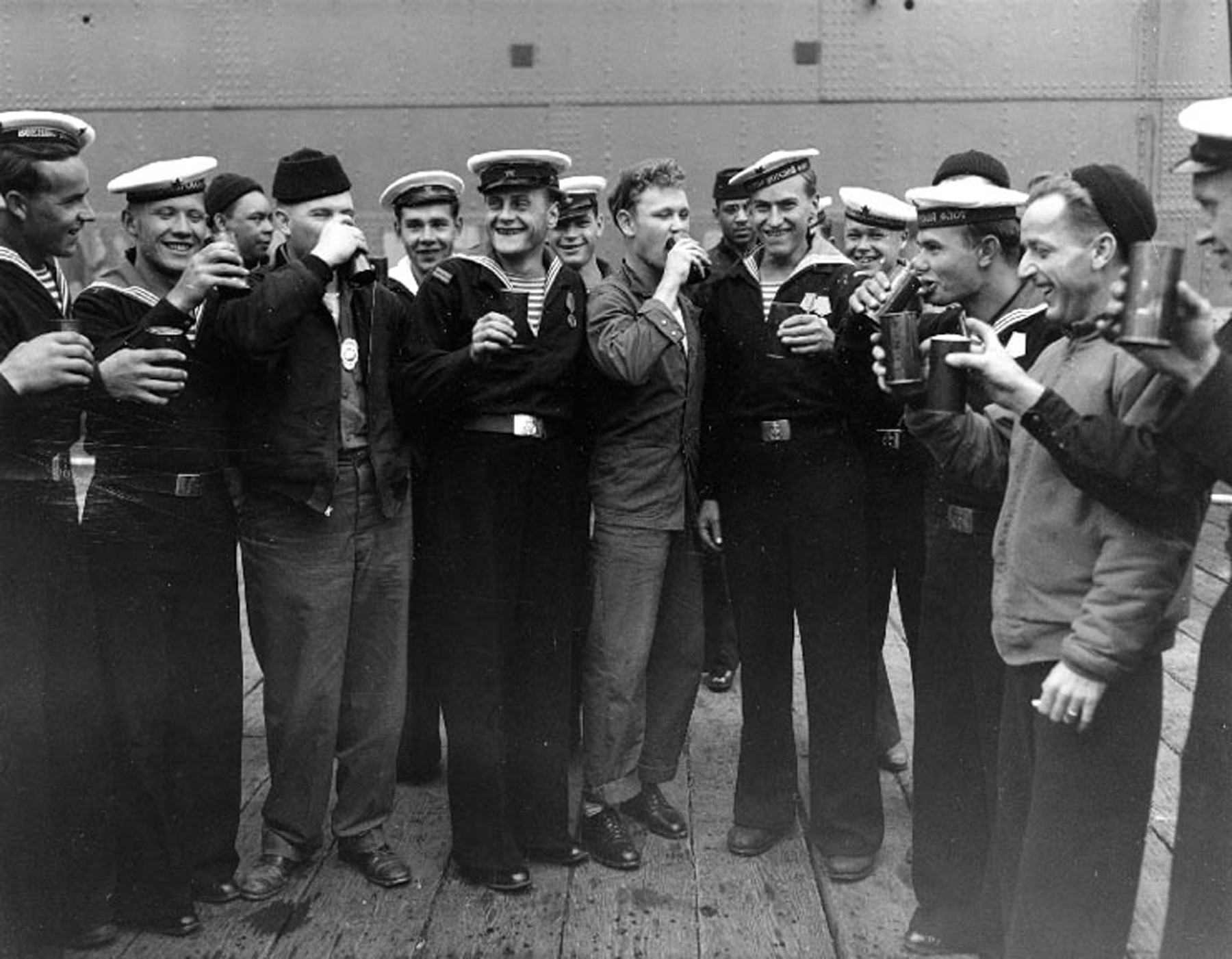
Američtí námořníci a sověti na Aljašce při oslavě kapitulace Japonského císařství 14. srpna 1945, který ukončil druhou světovou válku

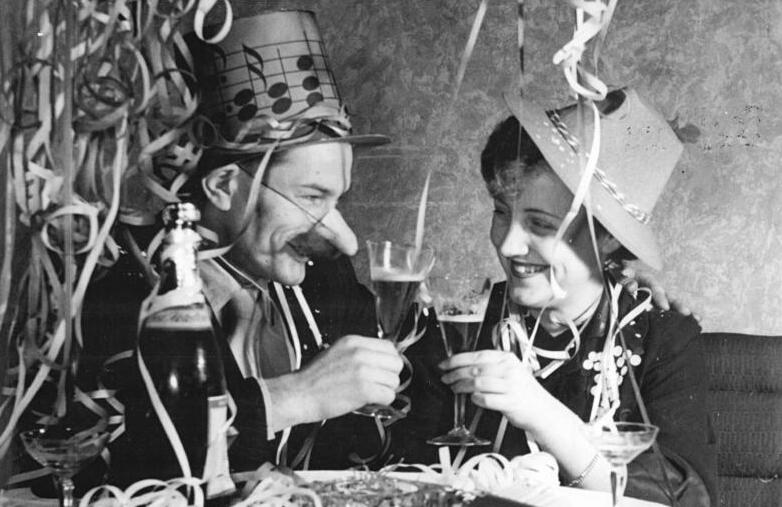
Oslava Nového roku 1953 v Německu

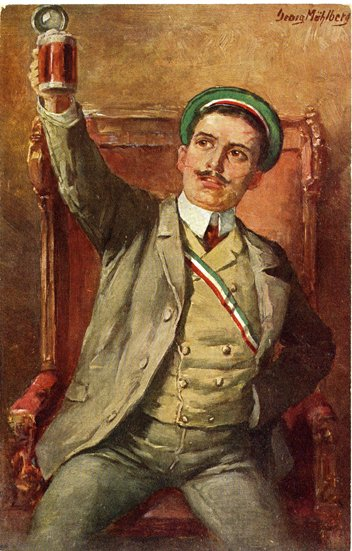
Při oslavě

Přípitek se rozděluje do tří částí. Jedná se o přípitek verbální, dále souhlas a konečně symbolický doušek. V úvodní části osoba pronese důvod k přípitku. To může být velmi prosté, jako „Na zdraví!“ nebo „Na zde přítomné!“, nebo složitější příběh, kdy následuje prohlášení dobré vůle (například: „Doufám, že váš svazek bude trvat věčně“). Všichni přítomní pronesené schválí povznesením číší, které je často doprovázeno souhlasnými výkřiky nebo slovy, a to buď tím, že opakují slova přípitku („Na zdraví!“) nebo potvrzením již sděleného, jako „Na nevěstu a ženicha!“ a podobně, načež následuje přiťuknutí sklenkami nebo šálky s ostatními hosty na dosah ruky. Připití je způsob, jak potvrdit přání, a nezáleží na tom, o jak velký doušek jde.
Přípitek se většinou provádí nějakým druhem alkoholického nápoje, obvykle šampaňským pro zvláštní příležitosti. Často se nápoje mezi účastníky míchají, například, když tam jsou lidé, kteří pijí cider namísto šampaňského.
Jedním druhem přípitku, ve kterém chybí prvek souhlasu, je „Nesmrtelná paměť“, což se děje na Trafalgar Day (Den Trafalgaru) při večeři Britského královského námořnictva na palubě HMS Victory na památku Admirála Nelsona, kdy se nápoj pije v naprostém tichu.

## Příležitosti
Příklady příležitostí v Česku, kdy se tradičně připíjí:
- Při svatební hostině pronáší obvykle otec nevěsty přípitek pozvednutím číše s přáním všeho dobrého a gratulace novomanželům, po kterém pozvednou číše i hosté (většinou šampaňské) a připijí si s někým vedle sebe. Budoucí manželé se ale mohou rozhodnout požádat o pronesení přípitku prvního družbu či první družičku,[2] někdy se přidají i ženich s nevěstou a poděkují rodičům.[3]
- O Vánocích a na Silvestra
- Při oslavě narozenin
- Při oslavě významného výročí
- Na oslavu narození dítěte

## Etiketa
I o přípitku existují pravidla společenského chování.
- Přípitek se pronáší vestoje.
- Přiťukává se pouze sektem nebo vínem, při komornějších příležitostech je akceptovatelné i přiťuknutí likérem.
- Ťukání není nezbytné – sklenice lze jen pozvednout a podívat se navzájem do očí.[4]
- Abstinenti si mohou přiťuknout nealkoholickým (perlivým) nápojem, někdy si přiťuknou prázdnou sklenkou, avšak bylo by nesmyslné až nezdvořilé naznačovat pití z ní.
- Proslov u přípitku by neměl být delší než 3 minuty.[5]

## Zajímavosti
Přestože jde pouze o pověru, lidé se při připíjení vyhýbají křížení rukou, protože to přináší smůlu.

## Přípitky v jiných zemích

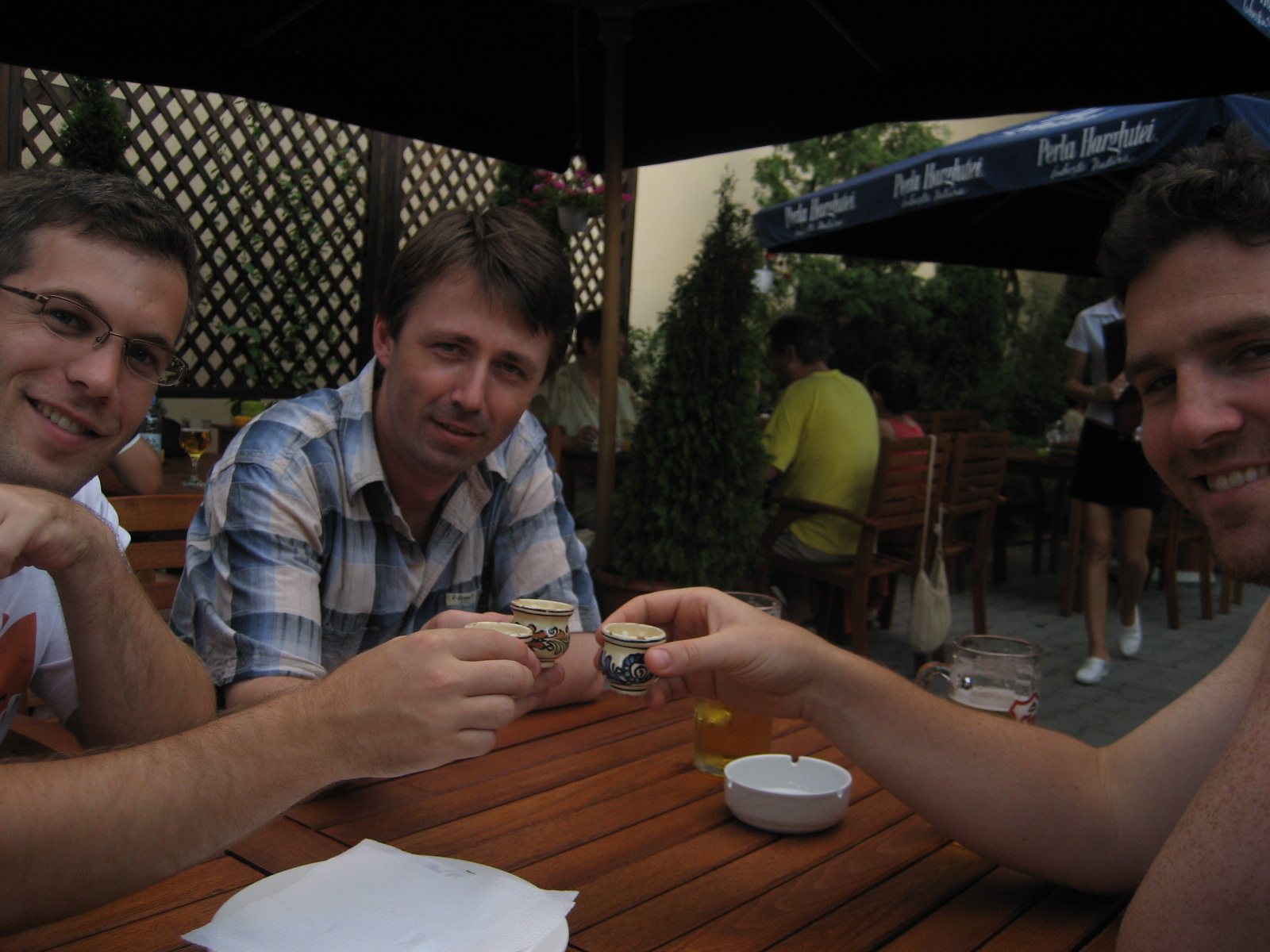
Přípitek před jídlem v Mureş v Rumunsku

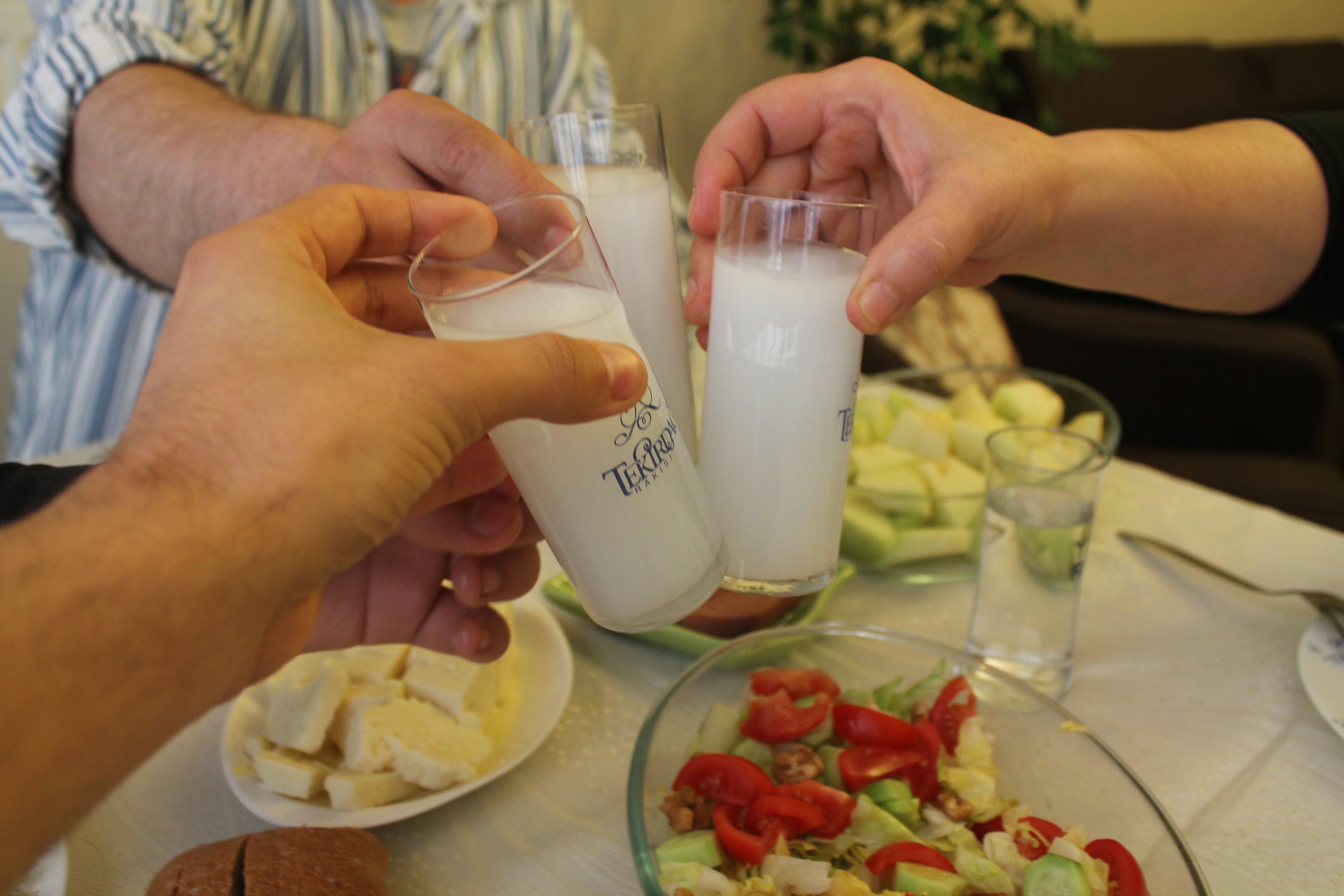
Přípitek s raki

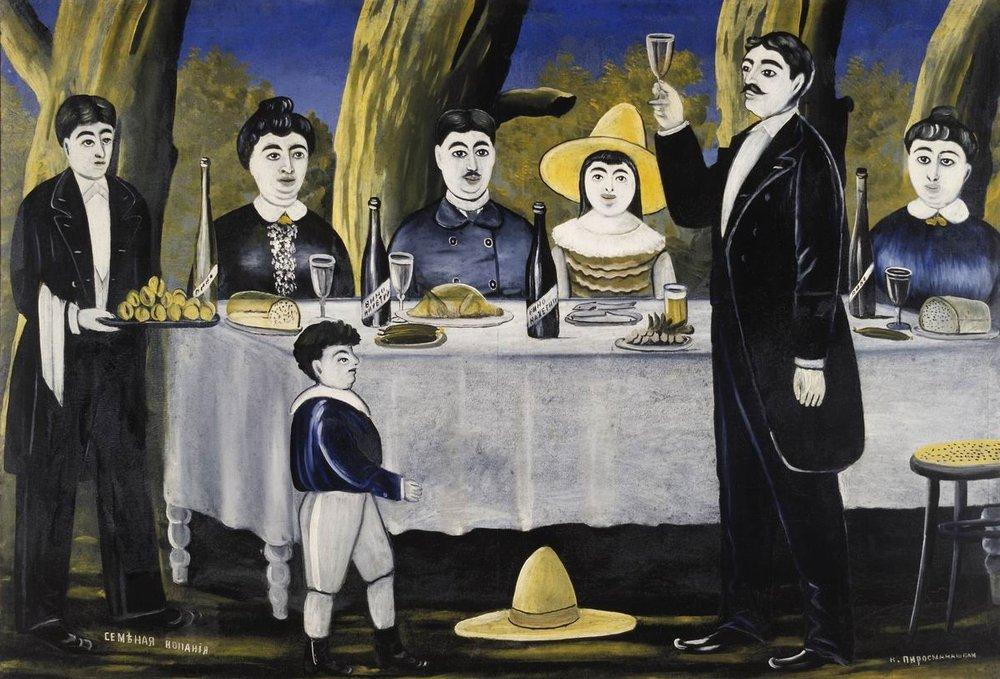
Domácí slavnost od Nika Pirosmaniho. Gruzínský tamada pronáší přípitek

Po celém světě jsou přípitky tradicí a nepřipojit se může znamenat porušení etikety. Obecným tématem přípitku bývá štěstí a zdraví.
Některé přípitky v jiných jazycích:
- Albánština: „Gëzuar“ (užijte si)
- Afrikaanština: “Gesondheid”, „Tjorts“ nebo “Tjeers” (na zdraví)
- Amharština (Etiopie): „Le'tenachin!“ (na naše zdraví)
- Angličtina: „Cheers“, „Bottom's up“, „Chin-chin“
- Arabština: „بصحتك“ (be ṣaḥtak, na vaše zdraví)
- Arménština: „Կենաց“ nebo „Կենացդ“ (kenats/genats nebo kenatst/genatst, „na zdraví“ či „na tvůj život“)
- Australská angličtina: Cheers bloke! (štěstí kamaráde)
- Baskiština: „Topa!“ (přípitek)
- Běloruština: „Будзьма!“ (budzma, ať žijeme!)
- Bosenština: „Nazdravlje“ (na zdraví) nebo „Živjeli“ (žijte!)
- Bulharština: „Наздраве“ (nazdrave, na zdraví)
- Čínština (mandarínská): „干杯“ (gān bēi, dosl. „vyprázdni sklenku“)
- Dánština: „Skål“ (dosl. „miska“, odkazuje na starší nádoby na pití)
- Esperanto: „Je via sano!“ (na vaše zdraví)
- Estonština: „Terviseks“ (na zdraví) nebo „proosit“ (z německého „Prost“)
- Filipínština: „Mabuhay“ (na dlouhý život)
- Finština: „Kippis“, „Pohjanmaan kautta“, nebo „Hölökyn kölökyn“ (v Savonských dialektech)
- Francouzština: „Tchin tchin“ nebo „Santé“ (zdraví) nebo „cul sec“ (dosl. „suché dno“, aby se sklenka vypila najednou)
- Galicijština: „Saude“ (zdraví)
- Gruzínština: „გაუმარჯოს!“ (Gaumarjos!) (Vítězství!)
- Hebrejština: „לחיים“ („L'Chayyim“) (na život, tradiční židovský přípitek)
- Hindština: „अच्छी सेहत“ (achchee sehat, „zdraví“)
- Hokkien/Tchajwanština: 乾杯 (kan-poe/kan-pe, „vyprázdni sklenku“) nebo (lim) hō͘ ta
- Chorvatština: „Živjeli“ (žij!), „Nazdravlje“ (na zdraví)
- Islandština: „Skál“ (dosl. „miska“, odkazuje na starší nádoby na pití)
- Irština: „Sláinte“ (zdraví)
- Italština: „Cin Cin“ nebo „Salute“ (zdraví)
- Japonština: „乾杯“ (kanpai, dosl. „vyprázdni sklenku“)
- Kantonština: „飲杯“ (yám būi, lit. „vypij sklenku“)
- Korejština: „건배“ (geonbae, dosl. „vyprázdni sklenku“)
- Kornština: „Yeghes da!“ (Cheers!)
- Latina: „Prosit“ nebo „Propino“
- Lotyština: „Priekā“ (na radost)
- Litevština: „Į sveikatą“ (na zdraví)
- Maďarština: „Egészségünkre“ (na naše zdraví), more commonly „Egészségedre“ [ˈɛgeːʃːeːgɛdrɛ] (na vaše zdraví), „Fenékig“ (dosl. „do dna“)
- Makedonština: „На здравје“ (na zdravje, na zdraví)
- Maltština: „Saħħa“ (nzdraví)
- Manština: „Slaynt“ (zdraví) nebo „Slaynt vie“ (dobré zdraví)
- Maorština (NZ): „Mauri ora“ (na život)
- Maráthština: „Chang bhala“ (kéž bude dobře)
- Mexická španělština: „Salud“ (na zdraví nebo „Saludcita“ (na zdravíčko)
- Němčina: „Prost“, „Prosit“, z latinského prosit „kéž bude dobře“ (míněno pro tebe) nebo „Zum Wohl“ (na zdraví)
- Nepálština: „तरङ्ग“ („tarang“, 'vlna')
- Nizozemština: „Proost“ (z latinského prosit „kéž bude dobře“ (míněno pro tebe)), nebo „(op je) gezondheid“ ((na tvé) zdraví); v Belgii: schol (skandinávský původ) nebo santé (z fr.).
- Norština: „Skål“ (dosl. „miska“, odkazuje na starší nádoby na pití)
- Perština: „به سلامتی“ (Be salamati, „dobré zdraví“ )
- Polština: „Na zdrowie“ (na zdraví), „Twoje zdrowie“ (na tvé zdraví) nebo „Wasze zdrowie“ (na vaše zdraví)
- Portugalština: „Tchim-tchim“ nebo „Saúde“ (zdraví)
- Romunština: „Noroc“ (mnoho štěstí) nebo „Sănătate“ (zdraví)
- Ruština: „Ваше здоровье!“ (Vashe zdorov'ye, na vaše zdraví)
- Řečtina: „Εις υγείαν“ (is iyían), „στην υγειά σου/μας“, „γειά“ (na zdraví) nebo „Εβίβα“ (eviva, from Italian evviva, „long life!“)
- Skotská gaelština: „Slàinte mhath“ (dobré zdraví)
- Slovenština: „Na zdravie“ (na zdraví)
- Slovinština: „Na zdravje“ (na zdraví)
- Srbština: „Uzdravlje“ (na zdraví) nebo „Živeli“ (žij!)
- Španělština: „¡Chinchín!“ (onomatopoeické slovo pro cinkání skleniček) nebo „¡Salud!“ (zdraví)

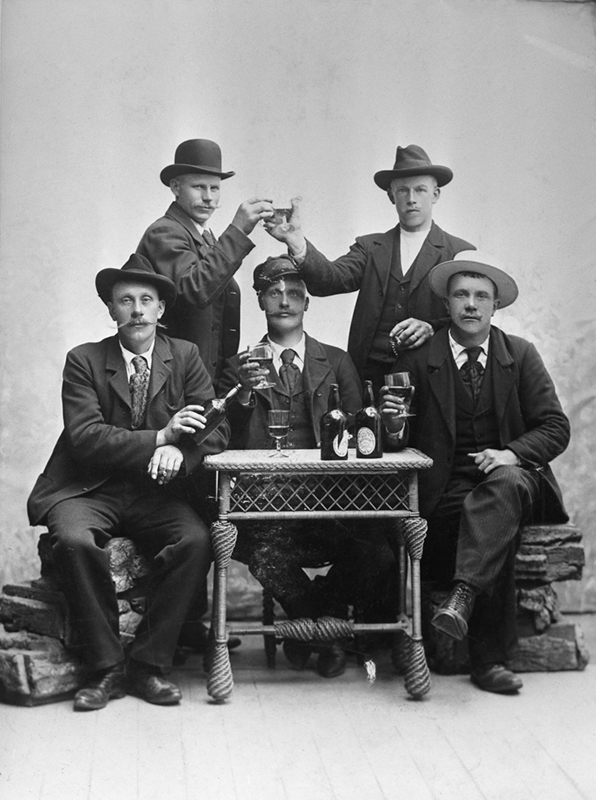
Pět Švédů při přípitku, kolem r. 1900

- Švédština: „Skål“ (dosl. „miska“, odkazuje na starší nádoby na pití); Gutår („dobrý rok“, staromódní, ještě se používá při formálních příležitostech)
- Švýcarská němčina: „Proscht“ (jako u německého „Prost“) nebo zdrobnělá forma „Pröschtli“
- Thajština: „ชัยโย“ (chai-yo!, dosl. „Hurá!“) nebo „ชนแก้ว“ (chon-kaew, lit. „ťukněte sklenkami“) nebo „หมดแก้ว“ (mod-kaew, doslova „dnem vzhůru“)
- Turečtina: „Şerefe“
- Ukrajinština: „За здоров'я“ nebo „Ваше здоров'я“ (Za zdorovya, na zdraví, nebo Vashe zdorovya, na vaše zdraví) nebo „Будьмо“ (Budmo, buďme)
- Vietnamština: „Dô“ nebo „dzô“ (dovnitř)
- Velština: „Iechyd da (i chi)“ (dobré zdraví (vám))

### Přípitek v Maďarsku
Nedostatek znalostí určitých tradicí nebo místních pověr vždy může vést k nedorozumění. V tomto případě, pokud navštívíte Maďarsko, musíte vzít v úvahu podivnou skutečnost: tam se za špatné považuje připíjet si pivem.
Maďaři mají silné národní cítění a stále si pamatují, jak Rakušané slavili vítězství po rozdrcení maďarského povstání v 19. století džbány s pivem. Od té doby se to považuje za neuctivé. Turisté se mohou setkat s nesouhlasnými pohledy, pokud to udělají a pravděpodobně vás i někdo bude mile varovat, že se tohle nedělá. Od roku 1848 do roku 1998 (tedy více než 150 let) to bylo dokonce zakázáno zákonem.
Existují nicméně alternativy, jako například lahodné tokajské víno. Ruský car Petr I. Veliký toto sladké bílé víno natolik obdivoval, že přikázal, aby armáda kozáků chránila koridor mezi Maďarskem a Petrohradem. Další možností je přípitek populárním bylinným likérem Unicum.

### Přípitek v zemích Kavkazu
Mezi lidmi z Kavkazu, zejména mezi Gruzínci, je přípitek směs propracovaných tradic a rituálů, v nichž jsou slovní projevy důležitou součástí folklóru. Série přípitků je v režii tamady či ceremoniáře. Tyto projevy začínají jako jakási podobenství, ve kterých až výraz na konci představuje skutečný přípitek. Nejslavnostnější přípitek je ten, který začíná příběhem zdánlivě bez jakékoli souvislosti s danou příležitostí, nicméně skončí tak, že je neočekávaně spojí.
Krátkým a jednoduchým, ale typickým příkladem by bylo:
„Pták ukradl náhrdelník, který patřil do královskému pokladu, a vzal ho do nejvyšších hor. Poryv větru přetrhl šňůrku náhrdelníku a drahokamy se tak rozsypaly po celém světě … Jaké štěstí, že jsem dnes jeden z nich našel. Přípitek na Marii!“

### Přípitek v lidové poezii
V lidové poezii Chile je jako Přípitek známá básnická skladba psaná obvykle v decimách, v nichž se odkazuje k povolání, postavě nebo situaci. Tento „přípitek“ se obvykle přednáší a běžně se vyskytuje na začátku tance cueca.